# Benito Remigio Noydens
Benito Remigio Noydens (Amberes, 1630-1685) fue un religioso, lexicógrafo y escritor español.
Su biografía es casi enteramente desconocida, y fue miembro de la orden de los Clérigos Regulares Menores (si se cree la portada de su edición del Tesoro). Es fundamentalmente recordado por haber publicado de nuevo el Tesoro de la lengua castellana o española de Sebastián de Covarrubias en 1674 y haberle añadido muchas voces nuevas.
Escribió asimismo otras obras, entre las que destacan Practica de curas y confesores, y doctrina para penitentes de 1652, e Historia moral del dios Momo: enseñanza de príncipes y súbditos, y destierro de novelas y libros de caballerías (Madrid, 1666).